# تولد (فیلم آمریکایی ۱۹۸۹)
تولد (به انگلیسی begotten) یک فیلم ترسناک و فانتزی آمریکایی سیاه‌وسفید و بدون دیالوگ است. نویسنده، کارگردان، تهیه‌کننده و تدوین‌گر فیلم ئی. الیاس مریج است.

## داستان
در ابتدای فیلم این کلمات ظاهر می‌شوند:
حاملان زبان، عکاسان، نویسندگان خاطرات، شما به همراه حافظه‌تان مرده‌اید، یخ زده در زمان حال که هیچ‌گاه از گذر کردن نمی‌ایستد گم شده‌اید. در اینجا جادوی ماده زندگی می‌کند، زبانی برای همیشه.
و پس از آن:
مانند شرارهٔ آتش که تاریکی را می‌تاراند. زندگی گوشت بر پوست است که بر روی زمین می‌خزد. پس از آن در یک کلبه که یک ساعت دیواری بدون عقربه در آن است. فردی را می‌بینیم که با تیغ اعضا و جوارحش را از سینه اش بیرون می‌ریزد و جان می‌دهد. از کنار جسدش زنی پدیدار می‌شود. زن خود را به وسیلهٔ منی مردی که خودکشی کرده‌است باردار می‌کند. زن فرزندی را به دنیا می‌آورد که مانند یک فرد بالغ است. مادر فرزند خود را رها می‌کند و می‌رود. افرادی ظاهر می‌شوند که می‌خواهند فرزند را به جایی نامعلوم ببرند. در راه انسان متولد شده جوارحش را به همراه بالا آوردن، بیرون می‌ریزد. افراد ناشناس اعضای بالا آورده را می‌گیرند و ناپدید می‌شوند. پس از آن مادر بازمی‌گردد و طنابی به دور گردن فرزند خود می‌اندازد و او را می‌کشد تا به جای نامعلومی ببرد. دوباره افراد ناشناس برمی گردند و فرزند و مادر را مضروب می‌کنند. به مادر با چوب تجاوز کرده او را می‌کشند، قطعه قطعه اش کرده و به مکان نامعلومی می‌برند. همین کارها را با فرزند او تکرار می‌کنند. پس از آن تصاویری از پژمردن و روییدن گل‌ها، تصاویر تکراری مادر که فرزند خود را با طناب می‌کشد و پس از آن تصاویری از یک جسد را می‌بینیم و فیلم تمام می‌شود.
در پایان فیلم اسامی بازیگران به ترتیب اجرای نقش بدین صورت می‌آید:
خدا خودش را می‌کشد
مادر زمین
فرزند زمین گوشت بر استخوان

## بازیگران
- برایان سالزبرگ در نقش خدا خودش را می‌کشد
- دانا دمپسی در نقش مادر زمین

## تولید

### ساخت
ساخت این فیلم در سال ۱۹۸۴ شروع شد.

### فیلمبرداری
فیلمبرداری در طول سه سال و نیم در چندین مکان مختلف انجام شد. این فیلم با استفاده از یک دوربین ۱۶ میلیمتری Arriflex سیاه و سفید و سفید معکوس گرفته شده‌است

### انتشار
فیلم در سال ۲۰۰۱ توسط هنرمندان جهان در قالب دی وی دی منتشر شده‌است.